# Purísima del Rincón
Purísima del Rincón é um município do estado de Guanajuato, no México.